# 국도 제7호선 (베트남)
국도 제7호선(베트남어: quốc lộ 7)은 응에안성 지엔쩌우현 지엔쩌우에서 끼선현까지 이르는 총 연장 225 km의 거리를 이루는 베트남의 일반 국도이다. 그러나 해당 도로가 응에안성 내부를 관통하고 있는 특이한 도로이기도 하나, 주요 경유지는 지엔쩌우현의 지엔쩌우를 필두로, 옌타인현, 도르엉현, 아인선현, 꼰꾸옹현, 뜨엉즈엉현, 끼선현 등 7개의 현을 통과하지만, 라오스와의 국경도 물론 건너는 특색을 두고 있다.